# 藤原定国
藤原 定国（ふじわら の さだくに）は、平安時代前期の公卿。藤原北家良門流、内大臣・藤原高藤の長男。官位は従三位・大納言。醍醐天皇の外叔父。泉大将と号す。

## 経歴
光孝朝末の仁和3年（887年）蔵人に補せられる。宇多朝に入ると、仁和4年（888年）左衛門少尉を経て、寛平2年（890年）従五位下に叙爵し、翌寛平3年（891年）侍従に任ぜられた。
寛平年間は侍従・五位蔵人・右衛門佐として宇多天皇の身近に仕えると共に、寛平5年（893年）甥の敦仁親王が皇太子に立てられると、春宮少進のち同大進としてこれに仕える。またこの間、寛平7年（895年）従五位上、寛平8年（896年）正五位下・左近衛少将、寛平9年（897年）3月に従四位下に叙任されるなど、宇多朝末にかけて急速に昇進した。
寛平9年（897年）従四位下・蔵人頭に叙任されるが、7月の敦仁親王の即位（醍醐天皇）に伴って、従四位上・蔵人頭兼左近衛権中将に叙任される（蔵人頭は再任）。さらに昌泰2年（899年）には、2月に参議に任じられ公卿に列すと、同年12月には先任の参議7名をごぼう抜きにして従三位・中納言に叙任されるなど、天皇の外戚として引き続き急速に昇進した。
昌泰4年（901年）に発生した昌泰の変では、蔵人頭・藤原菅根とともに醍醐天皇に対して「天下之世務以非為理」と奏上して、菅原道真が失脚するきっかけを作り、変後には道真の後任として右近衛大将を兼帯している。翌延喜2年（902年）大納言に至る。延喜4年（904年）醍醐天皇の皇子・保明親王が立太子すると春宮大夫を兼ねた。
延喜6年（906年）7月3日薨去。享年41。最終官位は大納言従三位兼右近衛大将春宮大夫陸奥出羽按察使。
武人にして三十六歌仙に挙げられる歌人の壬生忠岑は、定国の随身であったという（『大和物語』）。

## 官歴
『公卿補任』による。
- 仁和3年（887年） 4月24日：蔵人
- 仁和4年（888年） 2月1日：左衛門少尉
- 寛平2年（890年） 日付不詳：従五位下
- 寛平3年（891年） 3月9日：侍従。4月8日：禁色（蔵人）
- 寛平4年（892年） 5月23日：右衛門佐
- 寛平5年（893年） 正月：五位蔵人[2]。4月2日：兼春宮少進（春宮・敦仁親王）。閏5月10日：兼内蔵頭
- 寛平7年（895年） 3月20日：兼春宮大進。8月13日：従五位上
- 寛平8年（896年） 正月：辞五位蔵人[2]。正月21日：正五位下。正月26日：右近衛少将[3]、兼官如元。3月17日：去内蔵頭
- 寛平9年（897年） 正月21日：兼備前介。3月23日：従四位下。5月27日：蔵人頭[3]。7月3日：去蔵人頭（譲位）[3]。7月5日：蔵人頭（新帝）。7月13日：従四位上。9月7日：左近衛権中将[3]
- 寛平10年（898年） 正月29日：兼近江権守
- 昌泰2年（899年） 2月14日：参議、左近衛中将如元[3]。12月5日：中納言（任参議年中昇納言例）、従三位（越階）、左近衛中将如元
- 昌泰4年（901年） 正月25日：兼右近衛大将（中納言人兼大将例）
- 延喜2年（902年） 正月26日：大納言、右近衛大将如元。2月25日：兼陸奥出羽按察使
- 延喜4年（904年） 2月10日：兼春宮大夫（春宮・保明親王）
- 延喜6年（906年） 7月3日：薨去（大納言従三位兼右近衛大将春宮大夫陸奥出羽按察使）[4]

## 系譜
『尊卑分脈』による。
- 父：藤原高藤
- 母：宮道列子（宮道弥益の娘）
- 妻：安倍貞行の娘
  - 男子：藤原有雅
- 妻：上毛野安守の娘
  - 男子：藤原有述
- 妻：道述の娘
  - 男子：藤原有清
- 妻：藤原有実の娘
  - 男子：藤原有好
  - 男子：藤原有年
  - 女子：藤原和香子（?-935） - 醍醐天皇女御
- 生母不明の子女
  - 男子：藤原有基
  - 男子：藤原有逸
  - 男子：藤原有用
  - 男子：藤原有風